# Joseph Alzin
Joseph Alzin (París, 18 de desembre de 1893 – Marsella, 2 de setembre de 1930) fou un aixecador luxemburguès d'origen francès, que va competir als Jocs Olímpics d'Anvers 1920 i als de París 1924. Al Jocs de 1920 va aconseguir la medalla d'argent en la categoria +82.5 kg.